# East Barnet
East Barnet – dzielnica Londynu, leżąca w gminie London Borough of Barnet. W 2011 liczyła 16137 mieszkańców.